# Sneh Rana (Cricketspielerin)
Sneh Rana (* 18. Februar 1994 in Dehradun, Indien) ist eine indische Cricketspielerin, die seit 2014 für die indische Nationalmannschaft spielt.

## Aktive Karriere
Sie spielte zunächst für Punjab im nationalen Cricket und konnte dort überzeugen. Ihr Debüt in der Nationalmannschaft gab sie im Januar 2014 auf der Tour gegen Sri Lanka, wobei sie dort ihr erstes WODI und WTWenty20 absolvierte. Sie spielte vereinzelte Touren und erzielte unter anderem bei der Tour gegen Neuseeland im Sommer 2015 im ersten WODI 3 Wickets für 26 Runs. Im Jahr 2016 zog sie sich eine Knieverletzung zu, die sie ein Jahr nicht spielen ließ. Daraufhin war sie zunächst nicht mehr im Kader vertreten, spielte jedoch konsistent im nationalen Cricket, unter anderem als Kapitänin für Railways. Nach Einsätzen für die indische B- und A-Mannschaft verpasste sie die Nominierung für den ICC Women’s T20 World Cup 2020. Ihr Comeback absolvierte sie im Sommer 2021 bei der Tour in England. Dabei spielte sie auch ihren ersten WTest und konnte dabei ein Half-Century über 80* Runs erzielen. In der Folge spielte sie wieder regelmäßig im Nationalteam und wurde für den Women’s Cricket World Cup 2022 nominiert.